# Intento de golpe de Estado en Guinea Ecuatorial de 1976
El intento de golpe de estado de Guinea Ecuatorial de noviembre de 1976 fue un supuesto plan para derrocar a Francisco Macías en Guinea Ecuatorial, en el que fueron involucrados un gran número de religiosos de la Iglesia católica en el país, así como opositores políticos.

## Desarrollo

### Antecedentes
En agosto de 1973 el país había aprobado una nueva Constitución. Unos meses antes, en enero, se había producido un intento de golpe, abortado por España, a consecuencia del cual las tropas fueron acuarteladas y puestas en estado de alerta.
En junio de 1974, Radio Malabo y Radio Ecuatorial Bata anunciaron la noticia de un complot preparado desde Bata con ayuda material y financiera del exterior, siendo el principal responsable del supuesto complot Estanislao Ngune Beohli y un grupo llamado Cruzada de Liberación de Guinea Ecuatorial por Cristo. Se llevó a cabo un juicio militar contra 90 presuntos implicados entre el 22 y el 25 de junio en Bata que se saldó con 27 condenas a muerte, mientras que los demás enjuiciados fueron sentenciados a largas penas de cárcel. La ejecución de los condenados a muerte tuvo lugar el 26 de junio.
A principios del mes de junio de 1976 una guerrilla de la Alianza Nacional para la Restauración Democrática (ANRD) atacó un puesto militar en la localidad de Evinayong, en la provincia Centro Sur.

### Detenciones
El conflicto se desencadenó en noviembre de 1976, cuando varios miembros del gobierno criticaron abiertamente ciertos aspectos de la gestión del presidente Macías Nguema.
Tras el anuncio por parte del gobierno de su descubrimiento de la existencia de una supuesta conspiración para llevar a cabo un golpe de Estado, en un primer momento se produjo una oleada de detenciones en la capital Malabo presuntamente vinculadas al intento golpista, incluyendo a:
- Ponciano Mbomio Nvó, natural de Aton Nsomo, distrito de Ebebiyín, provincia Kié-Ntem, entonces alto funcionario del ministerio de Educación, el 28 de noviembre de 1976. También el Secretario general del ministerio de Educación, Job Obiang Mba.[7]
- El 29 de noviembre de 1976: el sacerdote José Esono Mitogo (director del instituto de secundaria de Malabo),[7] el profesor Jonás Leopoldo Mitui, el oficial de la policía Pablo Guillermo Nseng, el miembro del Gobierno Manuel Nsi Mba, el exvicepresidente de la República Miguel Eyegue Ntutumu, el secretario general del ministerio de Sanidad Faustino Edu Oyono, Guillermo Akapo Day, Mauricio Oko Endje, otro funcionario del ministerio de Educación José Abeso Tomo. Una semana después a José Mañana Esono.
- 3 de diciembre de 1976: Jesús Alfonso Oyono Alogo, activo político preindependendista de MONALIGE y ministro de Obras Públicas;[7] Buenaventura Ochaga Ngono, ministro de Educación y secretario general permanente del gobernante Partido Único Nacional de los Trabajadores (PUNT),[7] y Norberto Nsue Micha, secretario de Obras Públicas.[7]

Informado el presidente, ya residente en la segunda capital de país, Bata,  la decisión del presidente fue que el entonces Secretario de Defensa y máximo responsable de la Seguridad designara los miembros del Consejo de Guerra o Tribunal Militar encargado de juzgar a los implicados, a celebrarse los juicios en cada uno de los distritos de los procesados, lo que finalmente no se llevó a cabo. Ya en esos días y en semanas siguientes se produjo el asesinato de numerosos detenidos, bajo la custudia del ejército y concretamente del alcaide de la prisión de Black Beach, el sargento Salvador Ondo Ela:
- El día 4 de diciembre de 1976, asesinan a unas de las máximas figuras políticas del gobierno y personas de confianza del presidente Macias, Jesús Alfonso Oyono Alogo y a Buenaventura Ochaga.
- Entre el día 11 de diciembre y el 14 de diciembre de 1976 son asesinados José Esono Mitogo, Pablo Guillermo Nseng y Manuel Nsi Mba.

Nunca fueron descubiertos sus cadáveres; el resto de los detenidos no asesinados fueron duramente torturados. Estos asesinatos fueron denunciados por la Alianza Nacional para la Restauración Democrática (ANRD), organización de oposición al régimen de Francisco Macías.
Sin embargo se produjeron con posterioridad otros casos: en enero de 1977 Mauricio Oko Endje perdió la vida en el aeropuerto de Malabo durante su detención y Rafael Mambo Matala falleció en el Hospital Regional de Malabo a consecuencia de la paliza recibida en la misma noche. En julio de 1977 fue fusilado Jesús Ndong Buendi, exgobernador del Banco Central de Guinea Ecuatorial, acusado de intento de evasión de divisas. Aun en fechas más tardías, el 18 de enero de 1978, es asesinado en prisión el ministro Job Obiang Mba, del que tampoco se pudo encontrar su cadáver.
En total, producto del intento de golpe fueron asesinadas más de 500 personas. En la Prisión Playa Negra, los detenidos fueron asesinados por los propios presos de la cárcel. Muchos de los detenidos, debido a su importancia dentro del gobierno, confiaban en que Macías les liberaría en cuando se enterara de su detención.
Según algunas fuentes periodísticas y confesiones de víctimas en las redes sociales, en la represión del supuesto golpe y la desaparición física de estos eminentes miembros y dirigentes de la Administración gubernamental, habría jugado el papel clave el por entonces Comandante-Secretario de Defensa Teodoro Obiang. Otras fuentes aseguran que Obiang, al enterarse de la magnitud de la matanza, exigió a Salvador Ondó Elá que la finalizara e incluso dejó en libertad a algunos presos. De acuerdo al periodista Severo Moto Nsá, también preso en Black Beach en esas fechas, Job Obiang Mba le reveló durante una conversación que Obiang estaba involucrado en el golpe y decidió sacrificar a todas las víctimas para verse libre de culpabilidad, luego de que Macías detectara la intentona.
El golpe, según un comunicado oficial del gobierno de Macías, había contado con la colaboración de España. Las muertes de los ejecutados fueron oficialmente justificadas como suicidios, mientras que se indicó que los sobrevivientes serían sometidos a un juicio público.

### Supervivientes
En la medianoche del día 2 de agosto de 1979, Teodoro Obiang aparece en la Cárcel Pública de Black Beach, acompañado de hasta entonces recluso y ahora como Ayudante de Campo, el capitán Salvador Ela Nseng, compañero de armas de Obiang. Se anuncia que se ha tomado la decisión de dar un golpe de Estado para salvar al pueblo de Guinea Ecuatorial de la opresión que sufre. Se suman a la gesta todos los militares detenidos y toman avión en la misma noche para trasladarse a la Región Continental, donde fijaba ya residencia el presidente Macias, desde 1975. El día 4 de agosto todos los detenidos que quedan con vida son liberados de la cárcel, incluidos los delincuentes comunes.
Curiosamente un superviviente de la masacre de 1976, Miguel Eyegue, fue ejecutado junto al expresidente Macias el 29 de septiembre de 1979, tras el juicio a que fueron sometidos por las responsabilidades criminales y políticas en el periodo político anterior (1969-1979). Sin embargo, encontrado culpable de múltiples asesinatos, el carcelero Salvador Ondo, condenado a pena capital en el mismo juicio, fue inmediatamente absuelto de su condena por el ya presidente Teodoro Obiang.